# Ministarstvo državne imovine Republike Hrvatske
Ministarstvo državne imovine bivše je ministarstvo koje je obavljalo upravne i druge poslove koji se odnose na upravljanje, raspolaganje, stjecanje i prodaju državne imovine i koordinaciju upravljanja, raspolaganja, stjecanja i prodaje imovine u vlasništvu Republike Hrvatske koja je u nadležnosti drugih središnjih tijela državne uprave i drugih tijela, odnosno pravnih osoba osnovanih posebnim zakonima, koji su imatelji, odnosno raspolažu imovinom u vlasništvu Republike Hrvatske, ako posebnim zakonom nije drugačije određeno.
Ministarstvo izvršava vlasničke ovlasti u ime Republike Hrvatske, u skladu s posebnim zakonom kojim se uređuje upravljanje i raspolaganje imovinom u vlasništvu Republike Hrvatske.
Ministarstvo u suradnji s drugim ministarstvima i drugim nadležnim tijelima državne uprave i pravnim osobama s javnim ovlastima predlaže strategiju upravljanja i raspolaganja državnom imovinom i postupke restrukturiranja i sanacije pravnih osoba, izradu analiza u postupcima restrukturiranja trgovačkih društava u vlasništvu Republike Hrvatske te izradu analiza upravljanja vlasničkim udjelima u trgovačkim društvima u vlasništvu Republike Hrvatske.
Ministarstvo obavlja stručne poslove koji se odnose na koordinaciju i harmonizaciju kriterija za upravljanje državnom imovinom; izrađuje Prijedlog plana upravljanja državnom imovinom i Izvješća o provedbi Plana upravljanja državnom imovinom; u suradnji s nadležnim ministarstvima i drugim tijelima i pravnim osobama s javnim ovlastima utvrđuje smjernice za ostvarivanje vlasničke politike u trgovačkim društvima i drugim pravnim osobama koje su od strateškog i posebnog interesa za Republiku Hrvatsku te prati rad, upravljanje, razvoj i ostvarivanje strateške politike u tim društvima.
Ministarstvo predlaže Vladi Republike Hrvatske donošenje odluke o utvrđivanju popisa trgovačkih društava i drugih pravnih osoba od strateškog i posebnog interesa za Republiku Hrvatsku; u suradnji s resornim ministarstvima predlaže Vladi Republike Hrvatske imenovanje predstavnika vlasnika u skupštinama trgovačkih društava od strateškog i posebnog interesa za Republiku Hrvatsku; daje mišljenje Povjerenstvu Vlade Republike Hrvatske za upravljanje strateškim trgovačkim društvima za imenovanje članova nadzornih odbora trgovačkih društava od strateškog i posebnog interesa za Republiku Hrvatsku i predlaganje kandidata za predsjednike nadzornih odbora trgovačkih društava od strateškog i posebnog interesa za Republiku Hrvatsku; nakon provedbe javnog natječaja predlaže Povjerenstvu Vlade Republike Hrvatske za upravljanje strateškim trgovačkim društvima odabir kandidata za članove i predsjednike uprava trgovačkih društava i drugih pravnih osoba od strateškog i posebnog interesa za Republiku Hrvatsku; obavlja poslove stručnog osposobljavanja članova skupština, nadzornih odbora i uprava trgovačkih društava.
Ministarstvo obavlja upravne i druge poslove koji se odnose na upravljanje i raspolaganje fondom stanova i poslovnih prostora u vlasništvu Republike Hrvatske, a u odnosu na koje upravljanje nije uređeno posebnim propisom; upravljanje i raspolaganje rezidencijskim objektima, nekretninama koje je Ministarstvo obrane proglasilo neperspektivnim za vojnu namjenu te ostalim građevinskim zemljištem u vlasništvu Republike Hrvatske; raspolaganje imovinom koja je pravomoćnom sudskom presudom u kaznenom ili prekršajnom postupku trajno oduzeta pravomoćno osuđenim počiniteljima kaznenog djela ili prekršaja ili s njima povezanim osobama; upravljanje privremeno oduzetom imovinom u vlasništvu okrivljenika protiv kojih se vodi kazneni ili prekršajni postupak ili s njima povezanim osobama u skladu s posebnim propisima; upravljanje imovinom koja je u vlasništvu Republike Hrvatske ili nad kojom Republika Hrvatska obavlja vlasnička prava, a koja se odnosi na pravne osobe i predmet je sukcesije država proizišle zbog raspada bivše SFRJ sukladno posebnim propisima. Ministarstvo uspostavlja i vodi Registar državne imovine.
Ministarstvo sudjeluje u postupku izrade dokumenata prostornog uređenja podnošenjem zahtjeva i davanjem mišljenja, ako je njime obuhvaćeno i zemljište u vlasništvu Republike Hrvatske.
Ministarstvo obavlja nadzor nad upravljanjem i raspolaganjem državnom imovinom u provođenju zakona kojim se uređuje upravljanje i raspolaganje imovinom u vlasništvu Republike Hrvatske.
Ministarstvo sudjeluje u radu institucija Europske unije i surađuje s drugim međunarodnim institucijama sukladno propisanoj nadležnosti i djelokrugu.
Ministarstvo obavlja i druge poslove koji su mu stavljeni u nadležnost posebnim zakonom

## Vanjske poveznice
- Ministarstvo državne imovine  Arhivirana inačica izvorne stranice od 15. lipnja 2017. (Wayback Machine)